# Metralladora M60

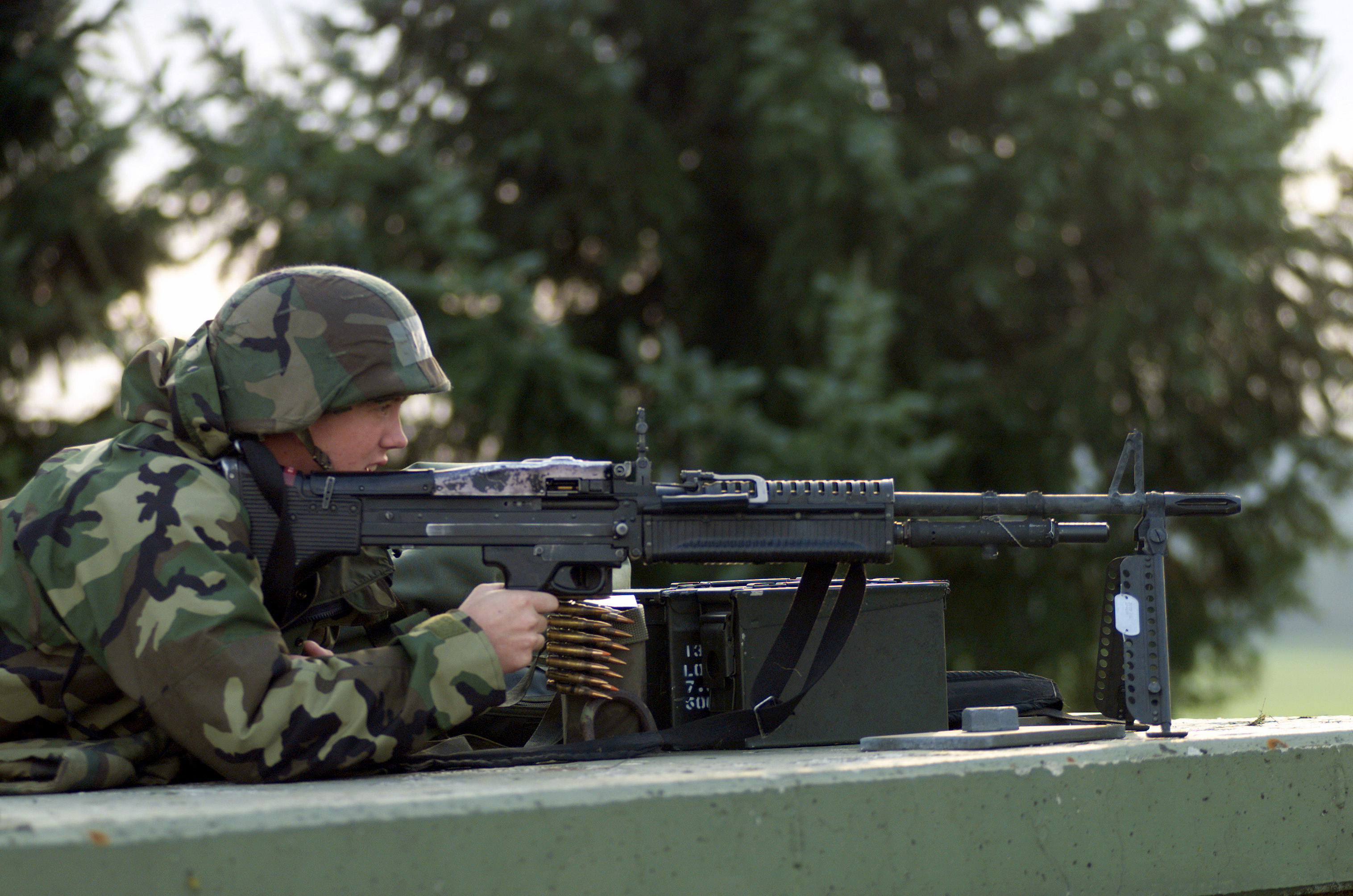
Soldat de l'USAF amb una metralladora M60

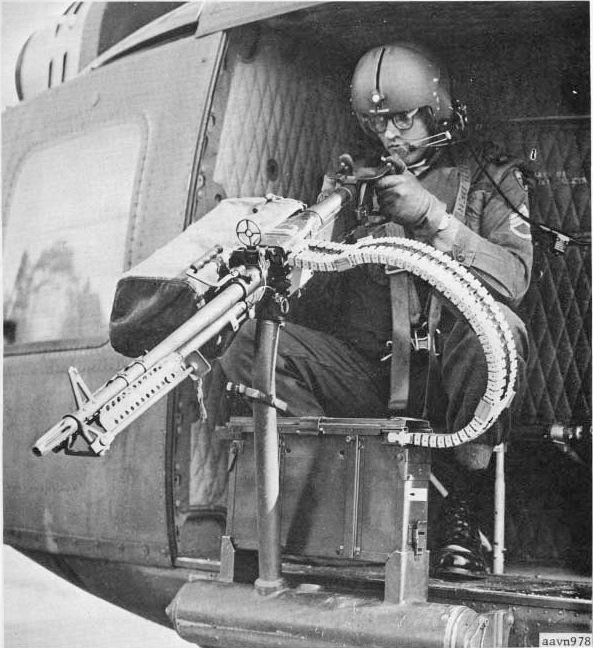
Metralladora M60 i artiller d'un helicòpter de la US Army durant la Guerra del Vietnam

L'M60, oficialment l'United States Machine Gun és una família de metralladores de propòsit general dels Estats Units d'Amèrica que dispara munició 7.62 × 51 mm OTAN. Existeixen diversos tipus de munició per a la M60, incloent bales convencionals, traçadora i munició perforant.
Introduïda el 1957 ha servit en totes les branques de les Forces Armades dels Estats Units i encara està en servei en altres forces armades. El disseny ha evolucionat i encara segueix la fabricació pels mercats militar i civil. Tot i això als EUA ha estat substituïda o complementada en la majoria dels rols per altres dissenys, en particular la M240.

## Història
El seu desenvolupament a remunta als anys posteriors a la Segona Guerra Mundial. Els militars estatunidencs van quedar sorpresos amb l'eficàcia de les metralladores alemanyes com la MG 34 i variacions posteriors. Aquest model va substituir tant a les metralladores lleugers com les pesades emprades per la infanteria anteriorment. Va entrar en servei amb l'Exèrcit dels Estats Units d'Amèrica el 1957.

## Descripció i ús
La M60 és una metralladora alimentada per cinta que dispara el cartutx de 7,62 mm OTAN, molt semblant a la .308 Winchester i emprada en diversos fusells. No s'utilitza generalment com a arma individual i cal un equip de dues o tres persones. Aquest é format per l'artiller, l'artiller auxiliar (AG en l'argot militar) i el portador de municions. El pes de l'arma i la quantitat de munició que pot consumir quan es disparen fan que sigui difícil per a un sol soldat per transportar i operar. L'artiller porta l'arma i, depenent de la seva força i resistència, entre 200 i 1.000 cartutxos. L'assistent porta un recanvi de canó i munició extra, recarrega el fusell i apunta els objectius per l'artiller. El portador de municions porta municions addicionals i el trípode amb moviment associat i el mecanisme d'elevació, si es va emetre, i obté més municions, segons sigui necessari durant el tiroteig.
L'M60 pot ser disparada amb precisió a distàncies curtes sense emprar cap suport. Aquest era un requisit inicial per al disseny. També pot disparar des del bípede integral (tipus M122) i des de suports fixes en vehicles.